# Ajami (film)
Ajami – dramat z elementami kryminału wyprodukowany w 2009 roku, w reżyserii Scandara Copti i Jarona Szani.
Film był nominowany do Oscara w 2010 w kategorii dla Najlepszego filmu nieanglojęzyczny.

## Fabuła
Akcja filmu rozgrywa się w czasach współczesnych w Ajami, części Jafy nad Morzem Śródziemnym w Izraelu. Ajami zamieszkują Izraelczycy i Palestyńczycy, zarówno muzułmanie jak i chrześcijanie, których losy przeplatają się ze sobą. Reżyser przedstawił historieː Omara (izraelski Arab, muzułmanin), Hadiry (palestyńskiej chrześcijanki), Maleka (nielegalnie przebywający w Tel Awiwie Palestyńczyk), Dando (Izraelczyk). Ciągłym doświadczeniem życia tych osób jest przemoc.

## Obsada
- Fouad Habash – Nasri
- Nisrine Rihan – Ilham
- Youssef Sahwani – Abu-Lias
- Abu George Shibli – Sido
- Ibrahim Frege – Malek
- Ranin Karim – Hadir
- Elias Saba – Shata